# 石亭江
石亭江，是中国长江流域的一条河流，汇入沱江中源，属于沱江水系。河长141千米，流域面积1600平方千米，年均流量51立方米每秒。自然落差2400米。水能理论蕴藏量1万千瓦。